# ジョーダン・198
ジョーダン・198 (Jordan 198) は、ジョーダン・グランプリが1998年のF1世界選手権参戦用に開発したフォーミュラ1カー。設計者はゲイリー・アンダーソン。

## 概要
プジョーがオールフレンチを標榜するプロスト・グランプリへエンジン供給を切替えたため、新たに日本の無限ホンダと契約した。結果的に、この2チーム間でエンジンが入れ替わることとなった。

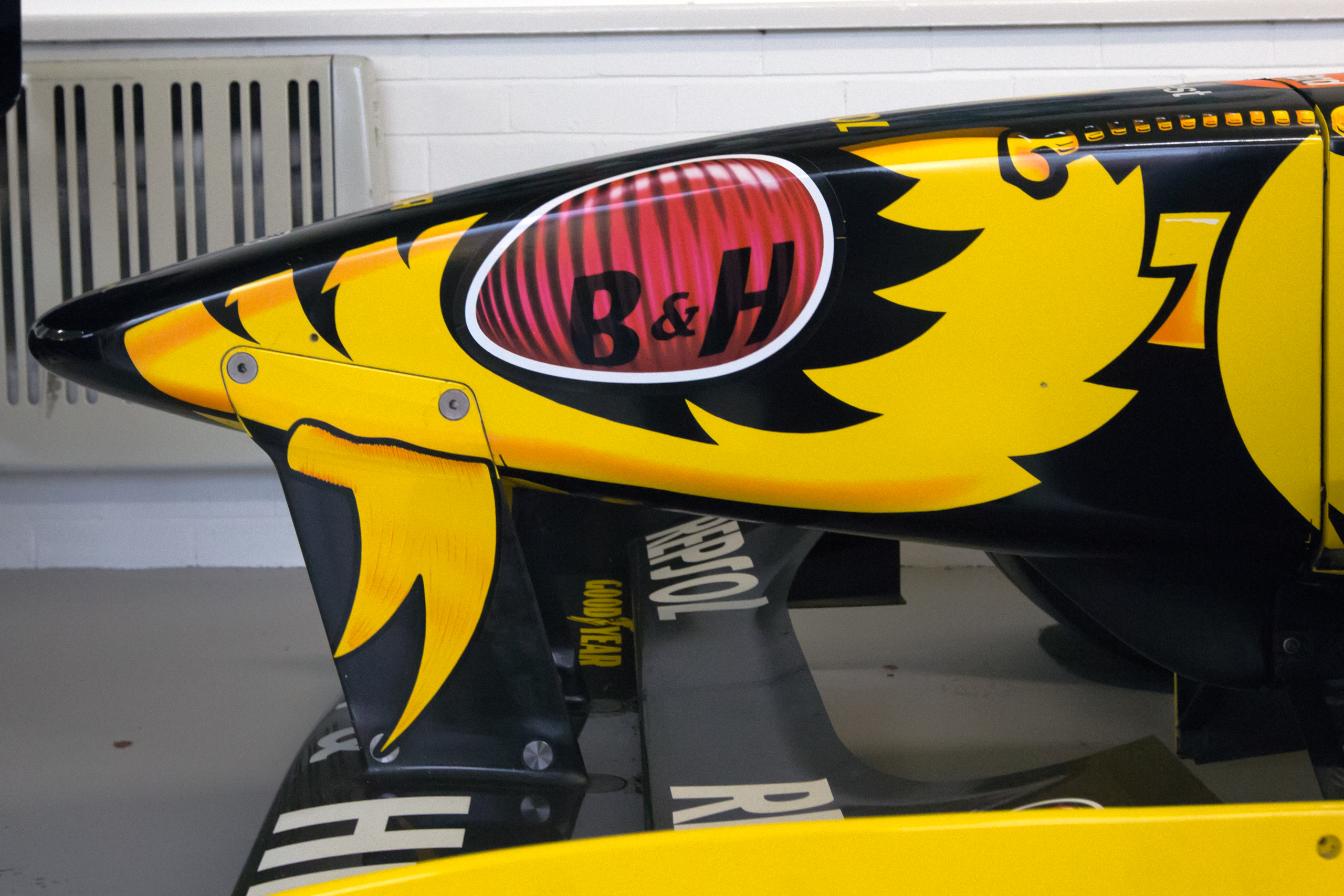
スズメバチのノーズアート

フロントノーズは前年の197よりも細く、高く持ち上げられた。サイドポンツーンは前後に長く、スクエアな形状に変更された。序盤戦はティレルが発明したX-ウィングをコピーして、サイドポンツーン上に立てていた（第5戦より使用禁止）。
197で好評だったノーズアートは、絵柄が蛇からスズメバチ（イエロー・ホーネット）に変更され、サイドポンツーンやエンジンカウルにも黄色と黒の縞模様がペイントされた。たばこ広告が禁止されているグランプリでは、メインスポンサーのロゴが"BENSON&HEDGES"から"BUZZIN HORNETS"に変更された。

## 1998年シーズン
ドライバーはチーム2年目のラルフ・シューマッハに加え、アロウズからデイモン・ヒルを獲得した。チャンピオン経験者の在籍はチーム初となる。
レギュレーション変更で導入されたグルーブドタイヤやナローボディ化などへの対応に失敗し、シーズン前半は無得点というスランプに陥り、デザイナーのアンダーソンはシーズン途中に離脱した。しかし、シーズン途中にチームに加入したマイク・ガスコインが尽力し、多くの改良によって状況は改善され、後半戦はコンスタントにポイントを積み重ねた。ガスコインによれば「（自分の加入時点で）198はフロントウィングが全く機能していなかった」ものの、それ以外の部分は水準以上の出来にあったため、フロントウィングを改善するだけでマシンのパフォーマンスが大きく向上したのだという。
第13戦ベルギーGPは大混乱の展開の中でヒルが優勝し、シューマッハも2位となり、F1参戦8年目にしてチームの初勝利をワンツーフィニッシュで達成した。最終戦の日本GPではヒルが最終ラップにウィリアムズのハインツ＝ハラルド・フレンツェンをパスして4位に入り、チームはベネトンを抜いてコンストラクターズランキング4位でシーズンを終えた。

## F1における全成績
(key) （太字はポールポジション）
| 年     | チーム     | エンジン       | タイヤ | ドライバー           | 1   | 2   | 3   | 4   | 5   | 6   | 7   | 8   | 9   | 10  | 11  | 12  | 13  | 14  | 15  | 16  | ポイント | 順位 |
| ------ | ---------- | -------------- | ------ | -------------------- | --- | --- | --- | --- | --- | --- | --- | --- | --- | --- | --- | --- | --- | --- | --- | --- | -------- | ---- |
| 1998年 | ジョーダン | 無限ホンダ V10 | G      |                      | AUS | BRA | ARG | SMR | ESP | MON | CAN | FRA | GBR | AUT | GER | HUN | BEL | ITA | LUX | JPN | 34       | 4位  |
| 1998年 | ジョーダン | 無限ホンダ V10 | G      | デイモン・ヒル       | 8   | DSQ | 8   | 10  | Ret | 8   | Ret | Ret | Ret | 7   | 4   | 4   | 1   | 6   | 9   | 4   | 34       | 4位  |
| 1998年 | ジョーダン | 無限ホンダ V10 | G      | ラルフ・シューマッハ | Ret | Ret | Ret | 7   | 11  | Ret | Ret | 16  | 6   | 5   | 6   | 9   | 2   | 3   | Ret | Ret | 34       | 4位  |

- ブラジルGPのヒルはレース後の再車検で最低重量違反となり失格。

## 参照
- AUTOCOURSE 1998-99, Henry, Alan (ed.), Hazleton Publishing Ltd. (1998) ISBN 1-874557-43-8